# Fury (film 2014)
Fury è un film del 2014 scritto, diretto e co-prodotto da David Ayer.

## Trama
(Tagline del film)
Aprile 1945: le forze Alleate avanzano in profondità nella Germania nazista, duramente contrastate dagli ultimi reparti della Wehrmacht ancora efficienti. Tra i rottami di una battaglia tra carri si aggira un ufficiale tedesco a cavallo, che viene ucciso da un capocarro statunitense a colpi di pugnale. Si tratta di Don "Wardaddy" Collier, un sergente carrista della 2ª Divisione corazzata; nel suo blindato, unico mezzo rimasto integro, si trova il resto dell'equipaggio: il cannoniere Boyd Swan, profondamente cristiano e soprannominato "Bibbia", il pilota messicano Trini "Gordo" Garcia e il rude servente Grady "Coon-Ass" Travis, con i quali ha condiviso oltre tre anni di servizio nell'Esercito degli Stati Uniti e duri combattimenti nel deserto nordafricano e in Normandia. A bordo del loro carro armato, uno Sherman M4A3E8 dal nome di battaglia Fury, si trovava anche il copilota/mitragliere Red, che tuttavia è rimasto ucciso nello scontro. Di ritorno al campo della divisione, al sergente e ai suoi uomini viene assegnata la giovane recluta Norman Ellison, arruolato solo da otto settimane come dattilografo e perciò rimasto sempre nelle retrovie; egli non è mai stato in un carro armato, non ha ricevuto addestramento specifico e non ha mai ucciso un nemico. Al primo incontro con Collier e gli altri carristi Norman è trattato con sufficienza, ironia e aggressività.
Il plotone di cui Fury fa parte è incaricato di appoggiare il reparto di fanteria del capitano Waggoner e si mette in marcia. Nel corso dello spostamento, però, la colonna è sorpresa da un gruppo di ragazzini tedeschi armati di lanciagranate Panzerfaust: Norman li intravede per primo ma, credendoli inoffensivi, non lancia alcun avvertimento. Lo Sherman del sottotenente Parker viene distrutto e l'ufficiale perisce con l'intero equipaggio. Collier, infuriato, riprende aspramente il giovane dicendogli che ogni tedesco è un nemico che non può essere risparmiato. Nel tentativo di educare il ragazzo alla cruda realtà della guerra, decide di addestrarlo personalmente: dopo aver raggiunto la fanteria e aver eliminato due postazioni anticarro tedesche, il sergente dà a Norman il proprio revolver per uccidere un prigioniero. Davanti al rifiuto del ragazzo il sergente lo placca, gli forza l'arma in mano e gli fa premere il grilletto, lasciandolo scioccato. Il giorno successivo gli statunitensi assaltano un villaggio e, nel corso del combattimento, Norman riesce a farsi forza e uccidere con la mitragliatrice alcuni soldati tedeschi. Dopo la battaglia Collier lo porta con sé nella perquisizione di una casa, che si rivela abitata da due donne: Irma e la sua cugina più giovane, Emma, con la quale Norman ha un rapporto sessuale. La situazione quasi casalinga e distesa è però interrotta dal resto dell'equipaggio di Fury, che manifesta il proprio risentimento per l'atteggiamento di Collier. In ogni caso il sergente viene convocato dal capitano Waggoner e la formazione americana deve lasciare il villaggio; durante i preparativi, però, alcuni tiri d'artiglieria sconvolgono il centro del paese e colpiscono in pieno l'abitazione delle due donne, uccidendole e causando la disperazione di Norman, già abbastanza provato da quel che ha visto.
Al plotone guidato ora da Fury è stata assegnata una difficile missione: i quattro carri armati devono presidiare un incrocio e impedire che importanti forze tedesche, in arrivo da est su un tratto di fronte pressoché scoperto, lo occupino e arrivino a minacciare le retrovie della divisione. La piccola colonna cade nell'imboscata di un carro armato pesante Panzer VI Tiger I mimetizzato e, dopo un frenetico combattimento, Collier riesce a metterlo fuori uso, non prima però che il mezzo tedesco abbia eliminato gli altri tre Sherman. La radio, inoltre, è rimasta danneggiata nel feroce scontro e Collier opta per continuare in solitaria la missione senza poter avvertire il comando. Arrivato all'incrocio, Fury è temporaneamente reso inutilizzabile da una mina: Collier invia allora Norman su un'altura boscosa poco distante, mentre si dedica con gli altri uomini a tentare una qualche riparazione. Il giovane torna tuttavia di corsa, avvertendo che un gran numero di Waffen-SS bene armate e motivate sta marciando proprio verso di loro. Dopo indecisioni e tentennamenti, i cinque carristi decidono di nascondersi nel carro armato, di tendere un'imboscata agli ignari tedeschi e di difendere fino all'ultimo l'incrocio. La battaglia sembra all'inizio arridere agli americani, protetti dalla corazzatura di Fury e forti dell'effetto sorpresa; ciononostante, a sera, Grady, Gordo e Boyd rimangono uccisi uno dopo l'altro. Il sergente Collier è mortalmente ferito da un tiratore scelto mentre manovra la Browning M2 montata sul tetto del carro.
Incapace di fuggire, ordina a Norman di uscire dalla botola d'emergenza e salvarsi; subito dopo alcuni tedeschi introducono bombe a mano dal portello della cupola e l'esplosione uccide Collier. Norman si nasconde nella buca provocata dalla mina anticarro sotto al veicolo e le SS riprendono la loro marcia; Norman viene scorto da un giovane soldato tedesco che, tuttavia, prova compassione per lui e non avverte i suoi commilitoni. Il ragazzo si addormenta e il mattino seguente rientra nel carro devastato; afflitto, sente dei passi sullo scafo metallico e afferra la pistola del defunto sergente: ma si tratta di soldati americani, che lo aiutano a uscire da Fury e lo caricano su un'ambulanza militare. Dal lunotto posteriore, Norman getta un'ultima occhiata allo Sherman malconcio e circondato da cataste di cadaveri.

## Produzione

### Cast
Il 3 aprile 2013 la Sony ha annunciato l'inizio dei provini per assemblare il cast principale del film quando Brad Pitt, che aveva già preso parte al film di guerra Bastardi senza gloria nel 2009, accettò per interpretare il ruolo principale di Wardaddy. Il 23 aprile dello stesso anno Shia LaBeouf venne unito al cast insieme a Logan Lerman, scelto il 1º maggio per vestire i panni del giovane soldato Norman Ellison; due settimane dopo The Hollywood Reporter annunciò che Michael Peña era occupato in trattative per prendere parte all'equipaggio di Pitt nel film, e alla fine accettò. Infine, il 17 maggio 2014 Jon Bernthal venne scelto come quinto e ultimo personaggio principale, a cui venne assegnata la parte di Grady Travis, un cocciuto e viziato nativo dell'Arkansas.

### Pre-produzione
Prima delle riprese, il regista David Ayer pretese che gli attori si sottoponessero ad un allenamento in un campo di addestramento gestito dalla Navy SEALs, per aumentare la propria massa muscolare e sostenere gli sforzi che avrebbero dovuto subire durante la realizzazione del film. Riguardo a questa scelta, Pitt dichiarò: "È stato un allenamento molto duro: eravamo affamati, avevamo freddo, eravamo sporchi e dovevamo continuare a provare in continuazione: come se non bastasse, dovevamo vivere nella stessa abitazione dove mangiavamo, dormivamo e defecavamo insieme; l'allenamento durò quattro mesi e mangiavamo cibo freddo. Per fare alcune scene dovevamo svegliarci all'alba e lavorare tutto il giorno fino al tramonto". Ayer spiegò questa scelta dicendo: "Posso essere molto crudele come regista e potrei fare di tutto per ottenere quello che voglio".

### Riprese

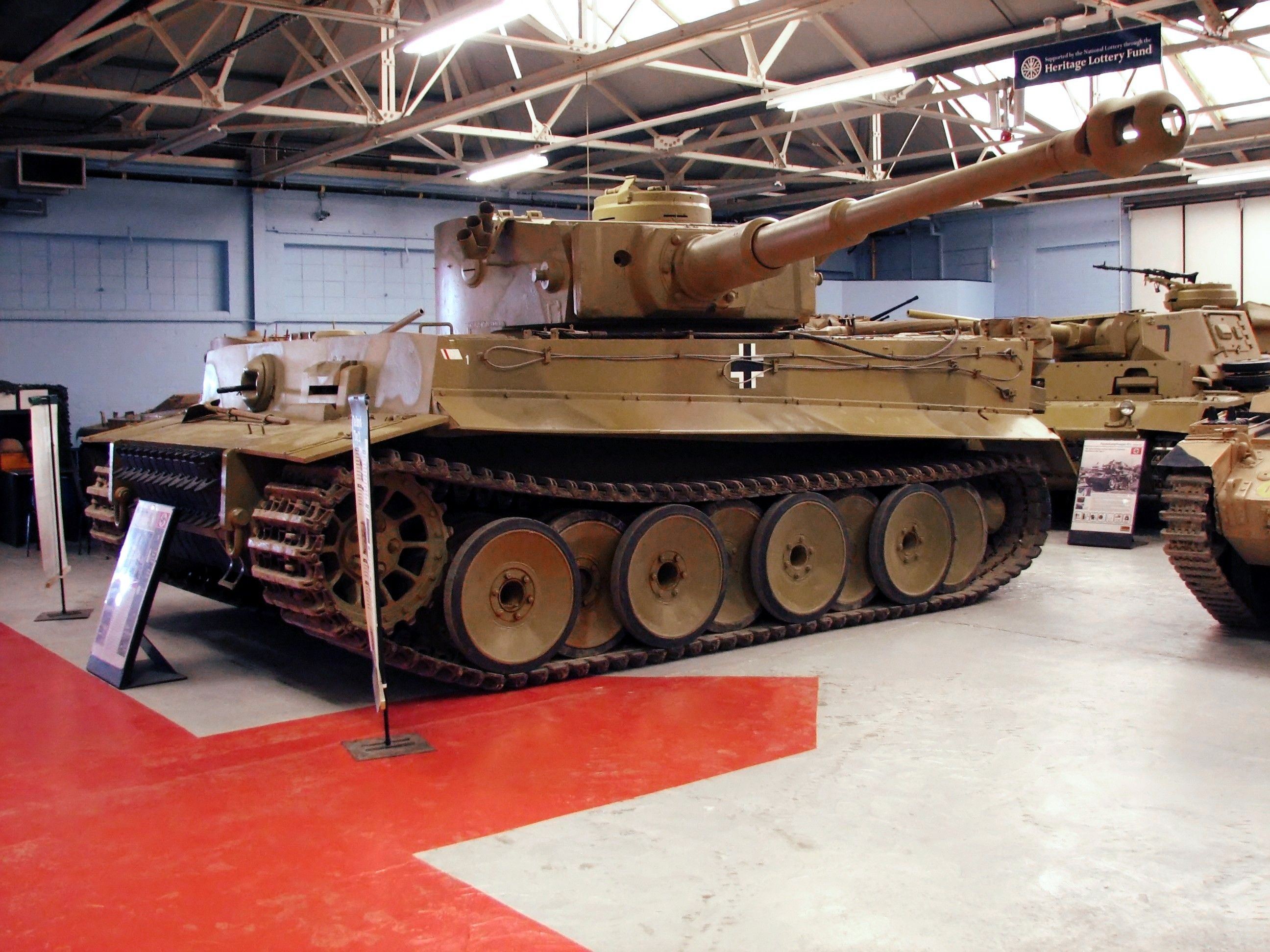
Il carro armato Panzer VI Tiger I usato nel film, esposto presso The Tank Museum a Bovington

La troupe iniziò a filmare le prime scene del film nella regione dell'Hertfordshire, in Inghilterra, nel settembre 2013: Brad Pitt fu incaricato di guidare i carri armati direttamente nei luoghi di riprese, visto che erano troppo pesanti per essere spostati su rimorchi. I corazzati, come gli Sherman e il Tiger (unico esemplare al mondo funzionante), sono stati forniti dal Tank Museum di Bovington, Inghilterra del Sud; nonostante spesso ci si riferisca a Fury come un M4A3E8, in realtà è un M4A2E8, variante destinata soprattutto alle forze sovietiche sotto il lend-lease e mosso da un motore diesel anziché a benzina. Le riprese principali si sono svolte invece presso la contea dell'Oxfordshire, dove sono state ambientate le scene di guerra: la Pinewood Studios ha dovuto mandare lettere di avvertimento ai piccoli villaggi di Shriburn, Pyrton e Watlington, informandoli che si sarebbero potute verificare rumori di spari ed esplosioni. Il 15 ottobre 2013, uno stuntman è stato accidentalmente pugnalato alla spalla da una baionetta durante le prove sul set nella provincia di Pyrton; fu portato all'ospedale John Radcliffe Hospital di Oxford da un aereo ambulanza. La polizia dichiarò l'episodio come un incidente. Un altro incidente si verificò nel novembre dello stesso anno quando fu girata una scena in cui le comparse indossavano divise della Wehrmacht e della Waffen-SS proprio nel Remembrance Day. Ayer si scusò, e pure la Sony.

## Promozione
La prima clip promozionale del film viene diffusa il 10 giugno 2014 durante il terzo Electronic Entertainment Expo a Los Angeles, mentre il 24 giugno viene diffuso il primo poster ufficiale. Il primo trailer invece viene diffuso il 25 giugno.
Il primo poster italiano viene pubblicato il 12 gennaio 2015, mentre il primo trailer italiano viene diffuso il 9 aprile seguente.

## Distribuzione
La pellicola, inizialmente programmata per il 14 novembre, viene anticipata nelle sale cinematografiche statunitensi al 17 ottobre 2014.
In Italia la distribuzione del film era prevista per il 29 gennaio 2015 ma non è potuto uscire in quanto la casa di distribuzione Moviemax è fallita poco prima dell'uscita della pellicola. Il film è stato distribuito in Italia dalla Lucky Red, il 2 giugno 2015.

## Accoglienza

### Incassi
Il film ha avuto un grande successo al botteghino. Fury ha guadagnato $ 85,8 milioni di dollari solo in Nord America e $ 126 milioni di dollari in altri territori, per un totale di $ 211 milioni di dollari in tutto il mondo, contro un budget stimato sui $ 68 milioni di dollari.
In Nord America il film è stato distribuito ufficialmente il 17 ottobre 2014 e ha incassato $ 1.2 milioni di dollari in un giorno e oltre $ 23.5 milioni di dollari nel primo weekend di programmazione in 2.489 sale cinema; diventa quindi l'incasso più grande nel Paese di Ayer dopo Fast and Furious e S.W.A.T. Il film ha avuto un buon successo anche in altre nazioni, piazzandosi al primo posto in Australia (2,2 milioni), Finlandia (410.000), Regno Unito (4.2 milioni) e Ucraina (160.000); è arrivato invece al quinto posto in Francia (2.1 milioni di euro).

### Critica
Il film è stato accolto da recensioni generalmente positive dalla critica, che ha lodato soprattutto la direzione di Ayer, l'uso degli effetti speciali e l'interpretazione di Brad Pitt e di Logan Lerman. Il sito Rotten Tomatoes ha definito il film "fresco" con il 77% di recensioni positive basate su 221 critiche, dando un voto di 7 stelle su 10. Il sito ha inoltre dichiarato: "Fury è uno dei migliori film di guerra degli ultimi trent'anni: riesce perfettamente a cogliere quelli che son stati gli orrori della guerra, le ambizioni future e i combattimenti nemici".
Secondo Metacritic, il film ha un punteggio di 64 su 100 basato su 47 recensioni, mentre il The Boston Globe ha dato al film 2,5 stelle su 4, apprezzando in particolare la performance di Pitt nei panni del sergente Wardaddy, e il Los Angeles Times lo ha descritto come "una delle migliori interpretazioni di Brad Pitt nella sua carriera".

## Riconoscimenti
- 2014 - National Board of Review of Motion Pictures
  - Miglior cast
  - Migliori dieci film dell'anno
- 2015 - Screen Actors Guild Award
  - Candidatura per le Migliori controfigure cinematografiche
- 2015 - Teen Choice Awards[12]
  - Candidatura per il Miglior film drammatico
  - Candidatura per il Miglior attore in un film drammatico a Logan Lerman
- 2015 - People's Choice Awards
  - Candidatura per il Miglior attore a Brad Pitt
  - Candidatura per il Miglior attore in un film drammatico a Brad Pitt
- 2015 - Satellite Award
  - Candidatura per il Miglior montaggio a Dody Dorn e Jay Cassidy
  - Candidatura per la Miglior colonna sonora a Steven Price
  - Candidatura per la Migliore scenografia a Andrew Menzies, Peter Russell
- 2014 - Critics' Choice Movie Award
  - Candidatura per il Miglior film d'azione
- 2014 - Hollywood Film Awards
  - Miglior montaggio a Jay Cassidy e Dody Dorn
- 2015 - Motion Picture Sound Editors Golden Reel Awards
  - Candidatura per i Migliori effetti sonori